# Gladstone, Queensland
Gladstone är en stad i Queensland, Australien, med 34 703 invånare. Staden ligger cirka 550 kilometer norr om Brisbane och 100 kilometer söder om Rockhampton. Staden är en populär turistort med sin närhet till stora barriärrevet.

## Historia
Innan den europeiska koloniseringen beboddes området av olika abiriginstammar. I maj 1770 seglade kapten James Cook förbi som förste europé. I augusti 1801 blev Matthew Flinders förste europé att ta sig in i hamnen i dagens Gladstone. Han döpte hamnen till Port Curtis. I november 1823 genomförde John Oxley ytterligare och närmare undersökningar av området.
1847 beslutades det att en koloni skulle upprättas i området och kapten George Barney seglade med en expedition upp till Port Curtis, men den 25 januari 1847 gick expeditionen, bestående av 87 soldater och fångar, på grund vid den södra änden av Facing Island strax utanför Port Curtis. Expeditionen tillbringade sju veckor på ön innan ett annat skepp undsatte dem. Kolonin varade endast i två månader innan den brittiska regeringen beordrade att den skulle läggas ner. Intresset för att etablera ett samhälle i området fanns dock fortsatt kvar och 1853 började området åter att befolkas. Den nya staden döptes efter den brittiske statsmannen William Ewart Gladstone.
Gladstone utvecklades sakta under de första årtiondena, men efter att ett slakteri etablerats 1893 började staden att växa kraftigare. 1963 byggdes ett aluminiumverk i staden på platsen för det då nerlagda slakteriet. Vid den här tiden byggdes hamnen i Gladstone ut kraftigt och bidrog till ökad sysselsättning och ekonomisk utveckling.

## Geografi
Gladstone är beläget vid den australiensiska östkusten med stora barriärrevet strax utanför kusten.

### Klimat
Klimatet i Gladstone klassifceras som tropiskt savannklimat.
|                                            | Jan | Feb | Mar | Apr | Maj | Jun | Jul | Aug | Sep | Okt | Nov | Dec |
| ------------------------------------------ | --- | --- | --- | --- | --- | --- | --- | --- | --- | --- | --- | --- |
| Normaldygnets maximitemperaturs medelvärde | 31  | 31  | 30  | 28  | 26  | 23  | 23  | 24  | 26  | 28  | 30  | 31  |
| Normaldygnets minimitemperaturs medelvärde | 23  | 22  | 22  | 20  | 17  | 14  | 13  | 14  | 16  | 19  | 21  | 22  |
|                                            |     |     |     |     |     |     |     |     |     |     |     |     |
| Nederbörd                                  | 143 | 143 | 83  | 46  | 61  | 39  | 35  | 32  | 27  | 62  | 74  | 129 |

| Diagram | temperaturer i °C • månadsnederbörd i mm | temperaturer i °C • månadsnederbörd i mm | temperaturer i °C • månadsnederbörd i mm | temperaturer i °C • månadsnederbörd i mm | temperaturer i °C • månadsnederbörd i mm | temperaturer i °C • månadsnederbörd i mm | temperaturer i °C • månadsnederbörd i mm | temperaturer i °C • månadsnederbörd i mm | temperaturer i °C • månadsnederbörd i mm | temperaturer i °C • månadsnederbörd i mm | temperaturer i °C • månadsnederbörd i mm | temperaturer i °C • månadsnederbörd i mm |
|         | 143 31 23                                | 143 31 22                                | 83 30 22                                 | 46 28 20                                 | 61 26 17                                 | 39 23 14                                 | 35 23 13                                 | 32 24 14                                 | 27 26 16                                 | 62 28 19                                 | 74 30 21                                 | 129 31 22                                |

## Ekonomi
Industrin i Gladstone är främst baserad på gruvindustrin. Hamnen i Gladstone är den femte största i Australien och den fjärde största utskeppningshamnen i världen för kol. Hamnen består av flera varv och terminaler. Viktiga exportvaror är kol, aluminium, aluminiumoxid, cementprodukter och flytande ammoniak. Årligen passerar 70 miljoner ton kol hamnen och det utgör 70 % av exporten från Gladstone.
Gladstone ligger inom området för världsarvet stora barriärrevet och har historiskt sett alltid haft en mycket omfattande fiskeindustri, men de har på senare år drabbats av sjukdomar bland den fångade fisken.

## Utbildning
Gladstone har ett flertal grundskolor och high schools och Central Queensland University har ett campus i staden.

## Transport
I Gladstone börjar Dawson Highway som går 400 kilometer västerut till Springsure. Strax utanför Gladstone går Bruce Highway som är huvudvägen utmed den Queenslands kust. Gladstone har även en järnvägsstation på banan utmed kusten mellan Brisbane och Cairns. Gladstone har även en inrikesflygplats med främst trafik till och från Brisbane. Gladstones hamn kan ta emot både stora fraktskepp som småbåtar.